# Maximilian Götz
Maximilian Götz (Ochsenfurt, 4 febbraio 1986) è un pilota automobilistico tedesco e Performance Driver della Mercedes-Benz, vincitore nel 2021 del campionato Deutsche Tourenwagen Masters.

## Carriera
Nella sua carriera ha gareggiato in svariate competizioni automobilistiche tra cui International Formula Master e Formula 3 Euro. Nel 2003 ha vinto la Formula BMW ADAC, ottenendo sei vittorie. Nel ? si è laureato campione insieme a Sebastian Asch nel campionato ADAC GT Masters. Nel 2014 ha vinto il campionato Blancpain Sprint Series. 

### Deutsche Tourenwagen Masters (DTM)
Nel 2015 si unisce al team Mücke Motorsport per partecipare al Deutsche Tourenwagen Masters. Nella prima parte della stagione non riesce ad arrivare in zona punti, solo nella seconda gara del Red Bull Ring riesce ad chiudere settimo. Nel resto della stagione chiude altre tre volte a punti e chiude con venticinque punti. L'anno successivo passa al team HWA Racelab ma i risultati non cambiano.
Nel 2021 dopo cinque anni d'assenza torna nella serie con il Team HRT. Conquista tre vittorie stagioni, al ultima gara vince il campionato dopo un lotta molto serrata contro Liam Lawson e Kelvin van der Linde. Nel 2022 corre nel DTM con il Team Winward.

### IMSA
Nel gennaio del 2022 viene ingaggiato dal team Alegra Motorsports per correre la 24 ore di Daytona insieme a Linus Lundqvist, Daniel Morad e Michael de Quesada.

## Palmarès
- Deutsche Tourenwagen Masters: 1
2021 su Mercedes-AMG GT3

## Risultati

### Riassunto della carriera
| Stagione | Categoria                               | Team                                                | Gare | Vittorie | Pole | GPV | Podi | Punti | Pos. |
| -------- | --------------------------------------- | --------------------------------------------------- | ---- | -------- | ---- | --- | ---- | ----- | ---- |
| 2002     | Formula BMW ADAC                        | Mücke Motorsport                                    | 20   | 3        | 2    | 3   | 11   | 183   | 2°   |
| 2003     | Formula BMW ADAC                        | Mücke Motorsport                                    | 20   | 6        | 4    | 6   | 13   | 259   | 1°   |
| 2004     | Formula 3 Euro Series                   | Maximilian Götz                                     | 18   | 0        | 0    | 0   | 0    | 3     | 19°  |
| 2004     | Formula 3 Euro Series                   | Team Kolles                                         | 2    | 0        | 0    | 0   | 0    | 3     | 19°  |
| 2004     | Masters of Formula 3                    | TME Racing                                          | 1    | 0        | 0    | 0   | 0    | N/A   | 32°  |
| 2005     | Formula 3 Euro Series                   | HBR Motorsport                                      | 8    | 0        | 0    | 0   | 0    | 13    | 14°  |
| 2005     | Formula 3 Euro Series                   | ASM Formule 3                                       | 2    | 0        | 0    | 0   | 1    | 13    | 14°  |
| 2007     | Formula 3 Euro Series                   | RC Motorsport                                       | 8    | 0        | 0    | 0   | 0    | 0     | NC†  |
| 2007     | Formula Masters                         | ISR Racing                                          | 6    | 0        | 3    | 3   | 2    | 24    | 10°  |
| 2008     | Formula 3 Euro Series                   | RC Motorsport powered by Volkswagen                 | 8    | 0        | 0    | 0   | 0    | 3     | 22°  |
| 2009     | Lamborghini Blancpain Super Trofeo      | Lamborghini München Team Holzer                     | 3    | 0        | 0    | 0   | 1    | 41    | 7°   |
| 2010     | ADAC GT Masters                         | s-Berg Racing                                       | 2    | 0        | 0    | 0   | 0    | 0     | NC   |
| 2011     | ADAC GT Masters                         | Oliver Mayer                                        | 2    | 0        | 0    | 0   | 0    | 38    | 20°  |
| 2011     | ADAC GT Masters                         | Maximilian Mayer                                    | 2    | 0        | 0    | 0   | 0    | 38    | 20°  |
| 2011     | ADAC GT Masters                         | MS-Racing                                           | 12   | 0        | 0    | 0   | 1    | 38    | 20°  |
| 2012     | ADAC GT Masters                         | kfzteile24 MS Racing Team                           | 16   | 1        | 2    | 1   | 8    | 167   | 1°   |
| 2013     | ADAC GT Masters                         | Polarweiss Racing                                   | 16   | 1        | 1    | 1   | 6    | 165   | 3°   |
| 2013     | Blancpain Endurance Series              | HTP Motorsport                                      | 2    | 2        | 2    | 0   | 2    | 71    | 2°   |
| 2014     | ADAC GT Masters                         | HTP Motorsport                                      | 16   | 2        | 0    | 1   | 6    | 136   | 5°   |
| 2014     | Blancpain GT Sprint Series              | HTP Motorsport                                      | 14   | 3        | 0    | 0   | 8    | 142   | 1°   |
| 2014     | Blancpain Endurance Series              | HTP Motorsport                                      | 1    | 0        | 0    | 0   | 0    | 18    | 16°  |
| 2014     | 24 Ore del Nürburgring- SP9             | HTP Motorsport                                      | 1    | 0        | 0    | 0   | 0    | N/A   | 7°   |
| 2015     | Deutsche Tourenwagen Masters            | Petronas Mercedes-AMG                               | 18   | 0        | 0    | 0   | 0    | 25    | 22°  |
| 2015     | 24 Ore del Nürburgring- SP9             | Haribo Racing Team                                  | 1    | 0        | 0    | 0   | 0    | N/A   | DNF  |
| 2016     | Deutsche Tourenwagen Masters            | Mercedes-Benz DTM Team HWA                          | 18   | 0        | 0    | 0   | 0    | 17    | 20°  |
| 2016     | Blancpain GT Series Endurance Cup       | AMG - Team HTP Motorsport                           | 1    | 0        | 0    | 0   | 0    | 12    | 29°  |
| 2016     | Intercontinental GT                     | AMG - Team HTP Motorsport                           | 1    | 0        | 0    | 0   | 0    | 12    | 12°  |
| 2016     | 24 Ore del Nürburgring- SP9             | Haribo Racing Team - AMG                            | 1    | 0        | 0    | 0   | 1    | N/A   | 3°   |
| 2017     | ADAC GT Masters                         | Mercedes-AMG Team HTP Motorsport                    | 14   | 0        | 0    | 0   | 1    | 60    | 16°  |
| 2017     | Blancpain GT Series Asia                | GruppeM Racing Team                                 | 2    | 1        | 0    | 0   | 1    | 31    | 17°  |
| 2017     | Blancpain GT Series Endurance Cup       | Black Falcon                                        | 1    | 0        | 0    | 0   | 0    | 0     | NC   |
| 2017     | Intercontinental GT                     | Black Falcon                                        | 1    | 0        | 0    | 0   | 0    | 0     | NC   |
| 2017     | 24H Series - SP2                        | Mercedes-AMG Testteam Winward Racing/HTP Motorsport | 1    | 0        | 0    | 1   | 0    | 0     | NC   |
| 2017     | 24 Ore del Nürburgring- SP9             | Haribo Racing Team - Mercedes-AMG                   | 1    | 0        | 0    | 0   | 0    | N/A   | 9°   |
| 2018     | ADAC GT Masters                         | Mann-Filter Team HTP                                | 14   | 1        | 2    | 1   | 4    | 117   | 4°   |
| 2018     | Blancpain GT Series Endurance Cup       | Mercedes-AMG Team Strakka Racing                    | 5    | 0        | 0    | 0   | 1    | 24    | 19°  |
| 2018     | Intercontinental GT                     | Mercedes-AMG Team Strakka Racing                    | 4    | 0        | 0    | 0   | 1    | 34    | 8°   |
| 2018     | 24 Ore del Nürburgring- SP9             | Mercedes-AMG Team Mann Filter                       | 1    | 0        | 0    | 0   | 0    | N/A   | 16°  |
| 2019     | ADAC GT Masters                         | Mann-Filter Team HTP                                | 14   | 1        | 1    | 0   | 3    | 145   | 3°   |
| 2019     | Blancpain GT World Challenge Asia       | Craft-Bamboo Racing                                 | 2    | 0        | 0    | 0   | 0    | 0     | NC   |
| 2019     | Blancpain GT Series Endurance Cup       | Mercedes-AMG Team GruppeM Racing                    | 1    | 0        | 0    | 0   | 0    | 10    | 22°  |
| 2019     | Intercontinental GT                     | Mercedes-AMG Team GruppeM Racing                    | 3    | 0        | 1    | 1   | 2    | 62    | 2°   |
| 2019     | Intercontinental GT                     | Mercedes-AMG Team Craft-Bamboo Racing               | 1    | 0        | 0    | 0   | 0    | 62    | 2°   |
| 2019     | Intercontinental GT                     | Mercedes-AMG Team SPS Automotive Performance        | 1    | 0        | 0    | 0   | 0    | 62    | 2°   |
| 2019     | 24 Ore del Nürburgring- SP9             | Mercedes-AMG Team Mann Filter                       | 1    | 0        | 0    | 0   | 0    | N/A   | DNF  |
| 2020     | ADAC GT Masters                         | Mann-Filter - Team HTP-Winward                      | 14   | 0        | 0    | 0   | 1    | 87    | 9°   |
| 2020     | Intercontinental GT                     | Triple Eight Race Engineering                       | 1    | 0        | 0    | 0   | 1    | 18    | 13°  |
| 2020     | 24H GT Series - GT3                     | HTP Winward Motorsport                              | 1    | 0        | 0    | 0   | 0    | 14    | 11°  |
| 2020     | 24 Ore del Nürburgring- SP9             | Mercedes-AMG Team GetSpeed                          | 1    | 0        | 0    | 0   | 0    | N/A   | DNF  |
| 2021     | Deutsche Tourenwagen Masters            | Mercedes-AMG Team HRT                               | 16   | 3        | 0    | 0   | 9    | 230   | 1°   |
| 2021     | GT World Challenge Europe Endurance Cup | HubAuto Racing                                      | 1    | 0        | 0    | 0   | 0    | 0     | NC   |
| 2021     | Intercontinental GT                     | HubAuto Racing                                      | 1    | 0        | 0    | 0   | 0    | 0     | NC   |
| 2021     | 24 Ore del Nürburgring- SP9             | Mercedes-AMG Team GetSpeed                          | 1    | 0        | 0    | 0   | 1    | N/A   | 3°   |
| 2022     | IMSA - GTD                              | Alegra Motorsports                                  | 1    | 0        | 0    | 0   | 0    | 135   | 20°* |
| 2022     | Deutsche Tourenwagen Masters            | Mercedes-AMG Team Winward                           |      |          |      |     |      |       |      |

### Risultati nel DTM
(legenda) (Le gare in grassetto indicano la pole position) (Le gare in corsivo indicano Gpv)
| Anno | Team                             | Vettura                  | 1   | 2   | 3   | 4   | 5   | 6   | 7   | 8   | 9   | 10  | 11  | 12  | 13  | 14  | 15  | 16  | 17  | 18  | Punti | Pos. |
| ---- | -------------------------------- | ------------------------ | --- | --- | --- | --- | --- | --- | --- | --- | --- | --- | --- | --- | --- | --- | --- | --- | --- | --- | ----- | ---- |
| 2015 | Mücke Motorsport                 | DTM AMG Mercedes C-Coupé | HOC | HOC | LAU | LAU | NOR | NOR | ZAN | ZAN | RBR | RBR | MSC | MSC | OSC | OSC | NÜR | NÜR | HOC | HOC | 25    | 22º  |
| 2015 | Mücke Motorsport                 | DTM AMG Mercedes C-Coupé | 16  | 16  | 15  | 16  | Rit | Rit | 15  | 16  | 20  | 7   | 16  | 18  | 16  | 18  | 5   | 6   | 10  | 13  | 25    | 22º  |
| 2016 | Mercedes-Benz DTM Team HWA II    | Mercedes-AMG C63 DTM     | HOC | HOC | RBR | RBR | LAU | LAU | NOR | NOR | ZAN | ZAN | MSC | MSC | NÜR | NÜR | HUN | HUN | HOC | HOC | 17    | 20º  |
| 2016 | Mercedes-Benz DTM Team HWA II    | Mercedes-AMG C63 DTM     | Rit | 12  | 15  | 22  | 16  | Rit | 8   | 12  | Rit | Rit | 4   | 16  | 10  | 23  | 21  | 17  | 17  | 19  | 17    | 20º  |
| 2021 | Mercedes-AMG Team HRT            | Mercedes-AMG GT3 Evo     | MNZ | MNZ | LAU | LAU | ZOL | ZOL | NÜR | NÜR | RBR | RBR | ASS | ASS | HOC | HOC | NOR | NOR |     |     | 230   | 1º   |
| 2021 | Mercedes-AMG Team HRT            | Mercedes-AMG GT3 Evo     | 23  | 10  | Rit | 13  | 72  | 2   | 4   | 4   | 2   | 3   | 43  | 6   | 5   | 3   | 1   | 1   |     |     | 230   | 1º   |
| 2022 | Mercedes-AMG Team Winward Racing | Mercedes-AMG GT3 Evo     | POR | POR | LAU | LAU | IMO | IMO | NOR | NOR | NÜR | NÜR | SPA | SPA | RBR | RBR | HOC | HOC |     |     | 74    | 11º  |
| 2022 | Mercedes-AMG Team Winward Racing | Mercedes-AMG GT3 Evo     | 11  | 5   | 10  | 15  | 20  | 9   | 6   | 6   | 4   | 5   | 2   | 15  | 9   | 202 | 15  | Rit |     |     | 74    | 11º  |